# Peter Zimmerling

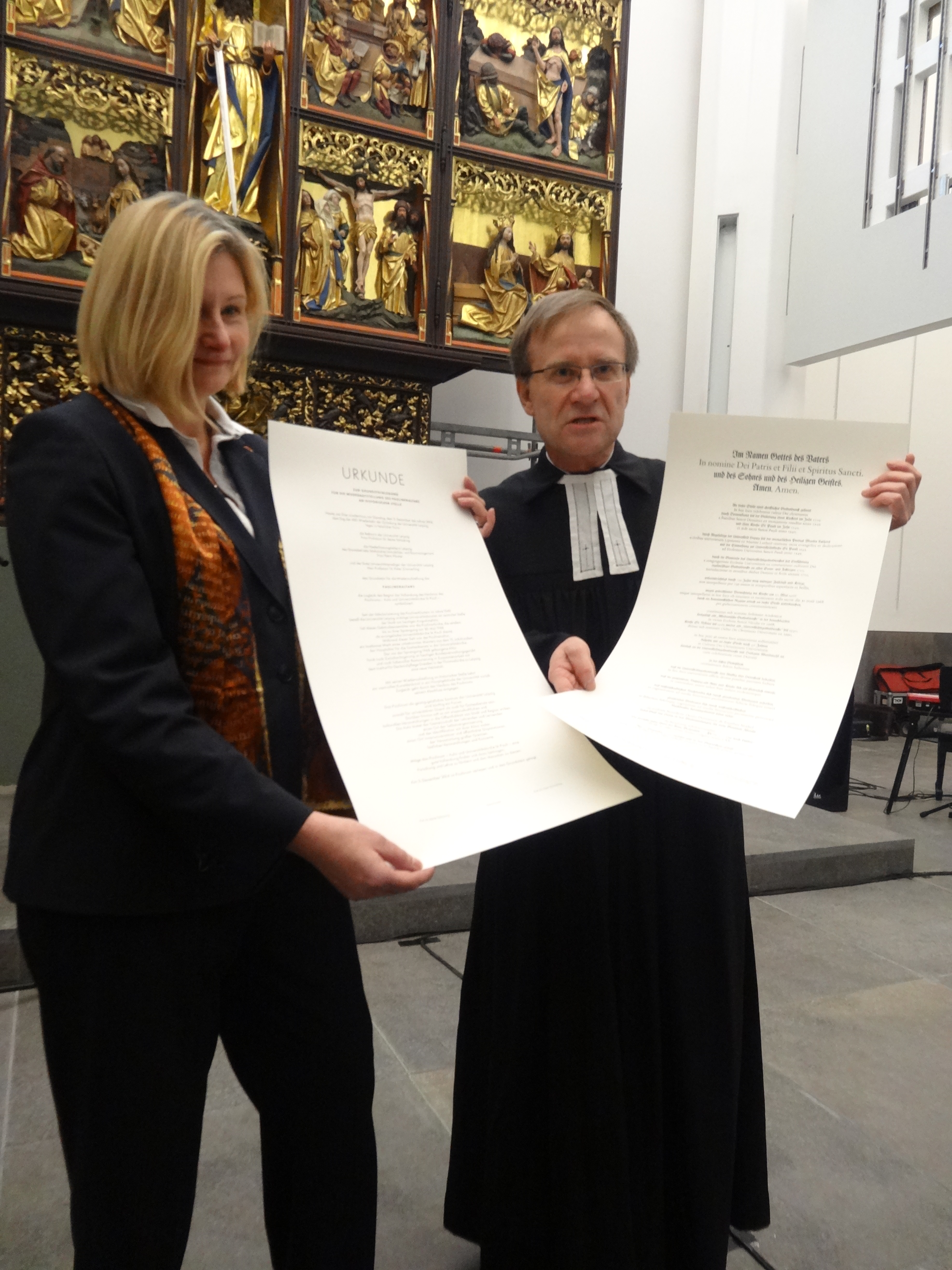
Peter Zimmerling (rechts) bei der Altargrundsteinlegung für den Pauliner-Altar in der Universitätskirche St. Pauli 2014

Peter Zimmerling (* 18. Oktober 1958 in Nidda, Hessen) ist ein evangelischer Theologe, der eine außerplanmäßige Professur der Praktischen Theologie an der Theologischen Fakultät der Universität Leipzig innehatte. Er war dort Erster Universitätsprediger und wurde zum Domherrn zu Meißen berufen. Seine Schwerpunkte sind Predigtlehre, Seelsorge – hier besonders die Wiederentdeckung und Aufwertung der Beichte  –, evangelische Spiritualität und christliche Mystik. Zudem hat er über Martin Luther als Praktischen Theologen, den Pietismus – besonders über Graf Nikolaus von Zinzendorf –, Dietrich Bonhoeffer, die charismatische Bewegung und fromme Pionierinnen geforscht und publiziert.

## Leben
Zimmerling studierte von 1977 bis 1983 in Tübingen und Erlangen Evangelische Theologie. Anschließend absolvierte er sein Vikariat in der Evangelischen Landeskirche in Hessen und Nassau. 1990 promovierte er bei Jürgen Moltmann mit dem Thema Zinzendorfs Trinitätslehre. Von 1989 bis 1993 war er Pfarrer der Offensive Junger Christen, einer ökumenischen Kommunität der evangelischen Kirche in Reichelsheim (Odenwald). Im Wintersemester 1992/1993 war er wissenschaftlicher Assistent an der Universität Heidelberg. Von 1993 an war er wissenschaftlicher Assistent an der Universität Mannheim und arbeitete an seiner Habilitationsschrift.
1999 habilitierte er sich begleitet von Christian Möller und Michael Welker an der Universität Heidelberg mit einer Arbeit über Die charismatischen Bewegungen der Gegenwart im deutschsprachigen Raum. Darstellung und Kritik unter besonderer Berücksichtigung pneumatologischer und ekklesiologischer Aspekte und einem Vortrag über das Thema „Seelsorge zwischen Humanwissenschaften und Theologie. Versuch einer neuen Verhältnisbestimmung“ und erhielt die Venia legendi für das Fach Praktische Theologie.
Nach der Habilitation folgten Tätigkeiten als Privatdozent in Praktischer Theologie. 2002 wurde er Oberassistent an der Universität Mannheim, 2003 wurde er zum Hochschuldozenten an der Universität Mannheim ernannt. Im Februar 2005 wurde er zum außerplanmäßigen Professor durch die Universität Heidelberg ernannt.
Im April 2005 wurde er außerplanmäßiger Professor für Praktische Theologie an der Universität Leipzig. 2008 wurde 1. Vorsitzender des Evangelischen Studienhauses Leipzig. 2009 wurde er 2. Universitätsprediger in Leipzig und Studiendekan. Vom Landesbischof der Evangelisch-lutherischen Landeskirche Sachsens wurde er zum Domherrn zu Meißen berufen. Von 2012 bis 2020 war er Erster Universitätsprediger in Leipzig.
Zimmerling ist zudem im Vorstand der Gesellschaft der Freunde christlicher Mystik e. V., der Leipziger Mission, im Kuratorium der Ev. Akademie Meißen, des Stiftungsrates der Stiftung zur Förderung Geistlichen Lebens, Stadtlauringen und im Vorstand der Internationalen Bonhoeffer-Gesellschaft, Sektion Deutschland.
2016 war Zimmerling Vortragsredner bei der Veranstaltung Worthaus in Heidelberg, wo er über Luthers Spiritualität und Seelsorge sprach.

## Ehrungen
2014 erhielt Zimmerling in Bad Herrenalb den Preis der Evangelischen Akademie Baden für seinen Beitrag zur Tagung Auf die Stille hören. Mystik als Lebensweg. Er befasste sich mit dem UN-Generalsekretär Dag Hammarskjöld (1905–1961) und dessen mystisch geprägter Spiritualität unter dem Titel Mitten im Gelärm das innere Schweigen bewahren.

## Veröffentlichungen

### Alleinautor
- Pioniere der Mission im älteren Pietismus. Brunnen, Gießen 1985
- Beichte – Ermutigung zum Neuanfang. Brendow, Moers 1988 (Neuauflage 1991. ISBN 978-3-87067-329-1)
- Nachfolge lernen – Zinzendorf und das Leben der Brüdergemeine. Brendow, Moers 1990. ISBN 978-3-87067-384-0
- Gott in Gemeinschaft, Zinzendorfs Trinitätslehre. Brunnen, Gießen 1991 (2. Auflage, Olms, Hildesheim/Zürich/New York 2002)
- Starke fromme Frauen. Begegnungen mit Erdmuthe von Zinzendorf, Juliane von Krüdener, Anna Schlatter, Friederike Fliedner, Dora Rappard-Gobat, Eva von Tiele-Winckler, Ruth von Kleist-Retzow. Brunnen, Gießen/Basel 1996. ISBN 978-3-7655-1098-4 (4. Auflage 2010. ISBN 978-3-7655-4085-1)
- Nikolaus Ludwig Graf von Zinzendorf und die Herrnhuter Brüdergemeine. Geschichte, Theologie und Spiritualität. Hänssler, Holzgerlingen 1999. ISBN 978-3-7751-3347-0
- Alles zu Liebe tun in der Freiheit: Zitate von Graf Nikolaus Ludwig von Zinzendorf (1700–1760). Reinhardt, Basel 2000. ISBN 978-3-7245-1108-3
- Die charismatischen Bewegungen. Theologie, Spiritualität, Anstöße zum Gespräch (Kirche, Konfession, Religion, Bd. 42), Vandenhoeck & Ruprecht, Göttingen 2001, 2. Auflage 2002
- Evangelische Spiritualität. Wurzeln und Zugänge. Vandenhoeck & Ruprecht, Göttingen 2003. ISBN 978-3-525-56700-5 (2. Auflage 2010).
- Bonhoeffer als Praktischer Theologe, Vandenhoeck & Ruprecht, Göttingen 2006. ISBN 978-3-525-55451-7
- Der Ruf der Wüste. Charles de Foucauld – ein herausforderndes Leben. Gießen: Brunnen, 2008. ISBN 978-3-7655-1983-3
- Evangelische Mystik: Wurzeln und Zugänge. (doc) Gemeinschaft Evang. Zisterzienser-Erben in Deutschland, 21. April 2012, archiviert vom Original (nicht mehr online verfügbar); abgerufen am 10. Februar 2018.
- Charismatische Bewegungen, UTB 3199, Vandenhoeck & Ruprecht, Göttingen 2009, 2. Auflage 2018. ISBN 978-3-8252-3199-6
- Studienbuch Beichte, UTB 3230, Vandenhoeck & Ruprecht, Göttingen 2009. ISBN 978-3-8252-3230-6 (Neuauflage: Beichte. Gottes vergessenes Angebot. Evangelische Verlagsanstalt, Leipzig 2014. ISBN 978-3-374-03738-4)
- Meine Seele ist still in mir: Die schönsten Texte für die Zeit mit Gott. SCM Collection, Witten 2009. ISBN 978-3-7893-9391-4
- Ein Leben für die Kirche. Zinzendorf als Praktischer Theologe, Vandenhoeck & Ruprecht, Göttingen 2010. ISBN 978-3-525-57009-8
- Die Losungen: Eine Erfolgsgeschichte durch die Jahrhunderte, Vandenhoeck & Ruprecht, Göttingen 2014, ISBN 978-3-525-63053-2
- Evangelische Mystik, Vandenhoeck & Ruprecht, Göttingen 2015, 2. Auflage 2020. ISBN 978-3-525-57041-8
- Dietrich Bonhoeffer. Freiheit zum Leben. Ausgewählte Texte zur Ethik, Brunnen, Gießen 2021, ISBN 978-3-7655-3763-9.
- Hirte, Meister, Freund: überrascht von der Seelsorge Jesu, Brunnen, Gießen 2022, ISBN 978-3-7655-2123-2.

### Herausgeber und/oder Mitautor
- Herausgeber:
  - Aufbruch zu den Vätern. Unterwegs zu neuer Vaterschaft in Familie, Kirche und Kultur. Brendow, Moers 1994. ISBN 978-3-87067-542-4
  - Evangelische Seelsorgerinnen. Biographische Skizzen, Texte und Programme, Vandenhoeck & Ruprecht, Göttingen 2005. ISBN 978-3-525-62380-0
  - Universitätskirche St. Pauli. Vergangenheit, Gegenwart, Zukunft. Evangelische Verlagsanstalt, Leipzig 2017, ISBN 978-3-374-04034-6.
  - Dietrich Bonhoeffer: Aber bei dir ist Licht. Gebete, Gedichte und Gedanken aus dem Gefängnis, Brunnen Verlag Gießen 2018, ISBN 978-3-7655-0693-2.
  - Handbuch Evangelische Spiritualität, Vandenhoeck & Ruprecht, Göttingen:
    - Band 1: Geschichte, 2017, ISBN 978-3-525-56719-7.
    - Band 2: Theologie, 2018, ISBN 978-3-525-56720-3.
    - Band 3: Praxis, 2020, ISBN 978-3-525-56460-8.

  - Dietrich Bonhoeffer: Bleibt der Erde treu. Ausgewählte Predigten, Brunnen Verlag, Gießen 2020, ISBN 978-3-7655-0742-7.
  - Dietrich Bonhoeffer: Ist Dein König nicht bei Dir? Bibelarbeiten und Predigten an Wendepunkten, Brunnen Verlag, Gießen 2020, ISBN 978-3-7655-0745-8.
  - Martin Luther: Von den guten Werken. Vandenhoeck & Ruprecht, Göttingen 2022, ISBN 978-3-525-63067-9.
- mit Joachim Cochlovius: Evangelische Schriftauslegung: Ein Quellen- und Arbeitsbuch für Studium und Gemeinde. Brockhaus, Wuppertal 1987. ISBN 978-3-417-29329-6
- mit Ruth von Wedemeyer: In des Teufels Gasthaus – Eine preußische Familie 1918–1945. Brendow, Moers 1995 (4. Auflage 2007. ISBN 978-3-86506-202-4)
- mit Rainer Mayer:
  - Dietrich Bonhoeffer heute. Die Aktualität seines Lebens und Werkes. Brunnen, Gießen 1999. ISBN 978-3-7655-2490-5
  - Dietrich Bonhoeffer. Mensch hinter Mauern. Theologie und Spiritualität in den Gefängnisjahren. Brunnen, Gießen 2001. 978-3765510212
  - Dietrich Bonhoeffer – Vollendung im Fragment. Brunnen, Gießen, 2. Auflage 2006. ISBN 978-3-7655-1370-1
  - Dietrich Bonhoeffer aktuell. Biografie. Theologie. Spiritualität. Brunnen, Gießen, 2. Auflage 2013. ISBN 978-3-7655-1239-1
- mit Martin Forster, Hanspeter Jecker, Neal Blough, Bernhard Ott, Heinrich Christian Rust, Louis Schweitzer, Andrea Lange, Arnold Neufeldt-Fast, Claude Baecher, Michel Sommer, Pascal Keller, Lisa Stangl und Vincent Fernandez: Faszination Heiliger Geist. Herausforderungen charismatischer Frömmigkeit. Neufeld, Schwarzenfeld 2005. ISBN 978-3-937896-13-7
- mit Klaus Engelhardt, Günther Gaßmann, Rolf Herrfahrdt, Michael Plathow, Ursula Schnell und Edmund Schlink: Schriften zu Ökumene und Bekenntnis: Die Lehre von der Taufe: Band 3. Vandenhoeck & Ruprecht, Göttingen, 2. Auflage 2007. ISBN 978-3-525-56935-1
- Das Schweigen Gottes in der Welt – Mystik im 20. Jahrhundert, (hrsg. zusammen mit Marco A. Sorace), Verlag Traugott Bautz, Nordhausen 2007. ISBN 978-3-88309-409-0
- mit Dietlind Langner, Marco A. Sorace: Gottesfreundschaft. Christliche Mystik im Zeitgespräch, Studien zur christlichen Religions- und Kulturgeschichte, Band 9, Academic Press, Fribourg und Kohlhammer, Stuttgart 2008. ISBN 978-3-17-020525-3
- mit Klaus Engelhardt, Günther Gaßmann, Rolf Herrfahrdt, Ursula Schnell und Edmund Schlink: Schriften zu Ökumene und Bekenntnis: Schriften zu Ökumene und Bekenntnis 4: Theologie der lutherischen Bekenntnisschriften: Band 4, Vandenhoeck & Ruprecht, Göttingen, 4. Auflage 2008. ISBN 978-3-525-56716-6
- mit Rüdiger Lux: Ich muss rumoren: 600 Jahre Universität Leipzig – Predigten und Ansprachen. Kirchhof & Franke, Leipzig 2010. ISBN 978-3-933816-44-3
- mit Klaus Engelhardt, Günther Gaßmann, Rolf Herrfahrdt und Ursula Schnell: Schriften zu Ökumene und Bekenntnis. Band 5: Ausgewählte Beiträge. Kirchenkampf – Theologische Grundfragen – Ökumene. Vandenhoeck & Ruprecht, Göttingen 2010. ISBN 978-3-525-56718-0
- mit Erich Beyreuther und Matthias Meyer: N. L. von Zinzendorf: Ergänzungsbände zu den Hauptschriften. Ergänzungsband XVI: Auszüge aus des Seligen Ordinarii der Evangelischen Brüder-Kirche sowol ungedrukten als  einem Register über alle drey Bände. Repringt: Olms, Hildesheim 2010. ISBN 978-3-487-14229-6
- mit Erich Beyreuther und Matthias Meyer:
  - N. L. von Zinzendorf: Ergänzungsbände zu den Hauptschriften. Ergänzungsband XVI: Reden über die fünf Bücher Mose. Erster Band über das erste Buch Mose. Barby 1763. Reprint: Hildesheim 2010. ISBN 978-3-487-14230-2. Und Zweyter Band über das zweyte und dritte Buch Mose. Barby 1764. Reprint: Olms, Hildesheim 2010. ISBN 978-3-487-14231-9
- mit Ulrich Köpf: Martin Luther: Wie man beten soll: Für Meister Peter den Barbier. Vandenhoeck & Ruprecht, Göttingen 2011. ISBN 978-3-525-56009-9.
- mit Arno Zahlauer, Wolfgang Max, Ralf Stieber, Andreas Schönfeld, Ursula Teresa Buske, Adelheid von Hauff und Annette Traber: Das Leben meistern: Inspirierende Vorbilder christlicher Spiritualität. Evangelische Akademie Baden, Bad Herrenalb 2014. ISBN 978-3-89674-576-7
- mit Marco A. Sorace (Hrsg.)
  - Wo du dich findest, da lass dich - Islamische und christliche Mystik im Dialog. Verlag Traugott Bautz, Nordhausen 2016, ISBN 978-3-95948-206-6.
  - Die Gottesliebe der Sufis – Islamische und christliche Mystik im Dialog, (hrsg. zusammen mit Marco A. Sorace), Verlag Traugott Bautz, Nordhausen 2010, ISBN 978-3-88309-526-4
- mit Nikolaus Schneider: Morgen Kirche sein : Gemeinde glauben, denken und gestalten / Vandenhoeck & Ruprecht, Göttingen 2023. ISBN 978-3-525-60017-7.

### Vorträge
- Luthers Spiritualität als Herausforderung für heute, Worthaus 6.4.2, Heidelberg, 16. Mai 2016.
- Luthers Seelsorge, Worthaus 6.4.3, Heidelberg, 16. Mai 2016.